# Aleksiej Sudajew

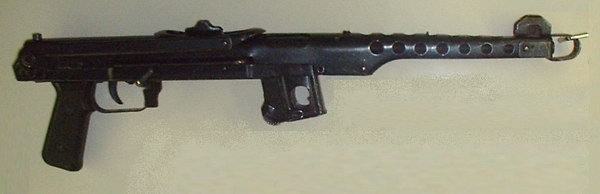
Pistolet maszynowy PPS – największe dzieło Sudajewa

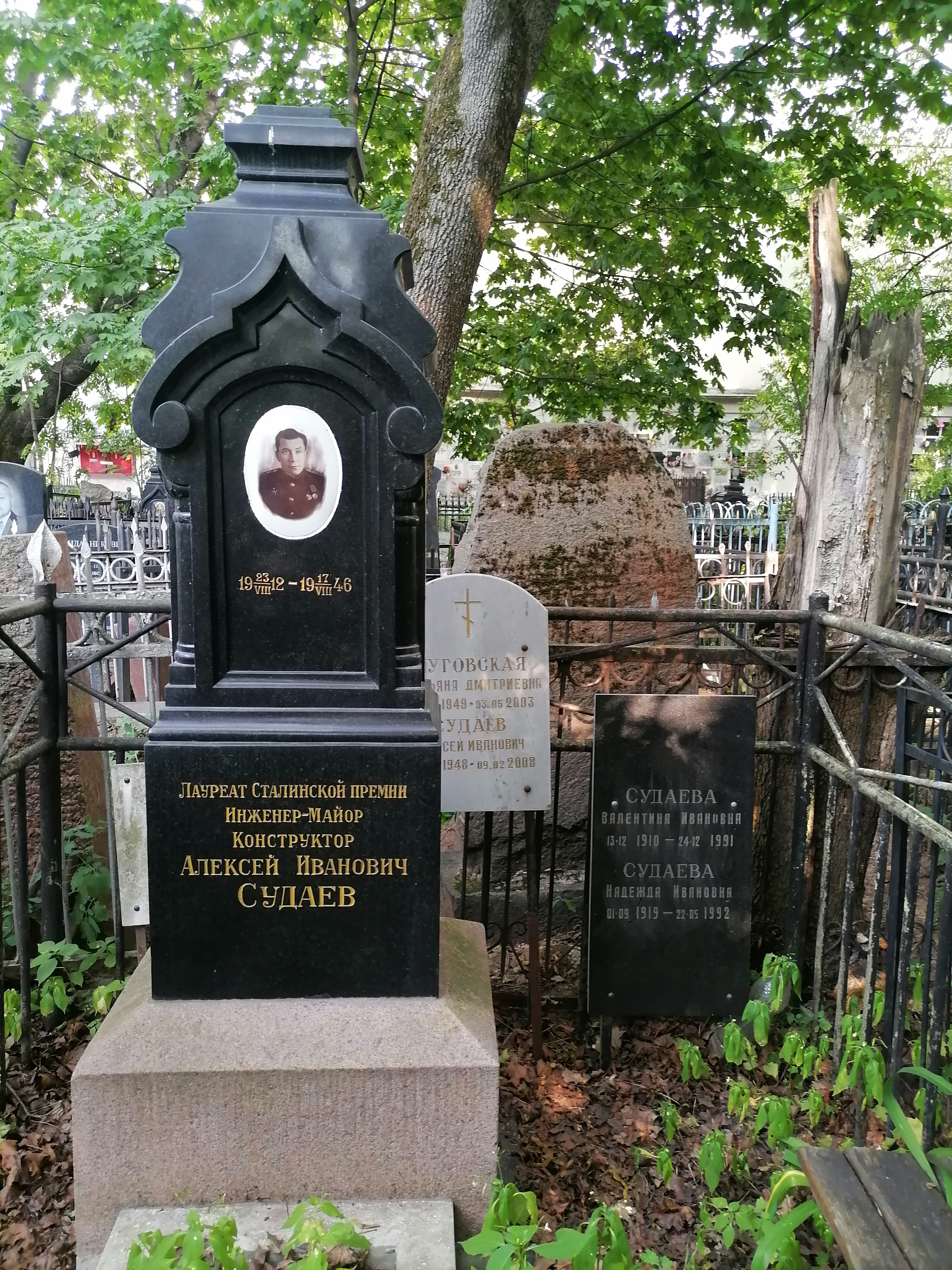
Grób Aleksieja Sudajewa na Cmentarzu Wagańkowskim

Aleksiej Iwanowicz Sudajew (ros. Алексе́й Ива́нович Суда́ев, ur. 10 sierpnia?/23 sierpnia 1912 w Ałatyrze, zm. 17 sierpnia 1946 w Moskwie) – radziecki konstruktor broni strzeleckiej. 

## Życiorys
Aleksiej Sudajew ukończył w 1929 roku techniczną szkołę zawodową i rozpoczął pracę jako ślusarz. Kontynuował naukę w Technikum Budowy Kolei w Gorkim. Od 1934 roku w jednostce kolejowej pełnił zasadniczą służbę wojskową, po odbyciu której w 1936 roku wstąpił do Instytutu Przemysłowego w Gorkim i z którego na 3. rok studiów przeszedł do Akademii Artyleryjskiej im. Feliksa Dzierżyńskiego. W 1941 roku ukończył ją z wyróżnieniem, a następnie na poligonie strzeleckim rozpoczął pracę. W początkowym okresie II wojny światowej pracował nad udoskonaleniem podstaw przeciwlotniczych karabinów maszynowych. Opracował również 7,62 mm pistolet maszynowy PPS wz. 1942, a następnie 7,62 mm pistolet maszynowy PPS wz. 1943, który po wojnie zmodyfikowano i otrzymał oznaczenie 7,62 mm pistolet maszynowy PPS wz. 1943/52.

## Odznaczenia i nagrody
- Order Lenina
- Order Wojny Ojczyźnianej I klasy
- Order Czerwonej Gwiazdy
- Medal „Za obronę Leningradu”
- Medal „Za ofiarną pracę w Wielkiej Wojnie Ojczyźnianej 1941–1945”
- Medal „Za zwycięstwo nad Niemcami w Wielkiej Wojnie Ojczyźnianej 1941–1945”[2]
- Nagroda Stalinowska (1946)[3]